# بوهدان پوروخ
بوهدان پوروخ (اوکراینی: Богдан Валентинович Порох؛ زادهٔ ۵ اوت ۲۰۰۰) بازیکن فوتبال اهل اوکراین است.